# Phyllachora mayorii
Phyllachora mayorii är en svampart som beskrevs av Chardón 1928. Phyllachora mayorii ingår i släktet Phyllachora och familjen Phyllachoraceae.   Inga underarter finns listade i Catalogue of Life.